# Regesto
Un regèsto (dal latino regĕsta) è un repertorio cronologico degli atti governativi, comunali, privati (S. Maffei, 1727), riassunto del contenuto di un documento o di un atto (TB, 1872) che assume la valenza di sintesi più o meno ampia del contenuto di uno o più atti contenuti in un documento.
Deriva dal latino regĕsta, neutro plurale tratto dal participio passato di regerĕre 'riportare'. Nel Medioevo si diede in genere questo nome ad ogni raccolta di copie di documenti; per antonomasia, dall'XI secolo in poi, si indicò specialmente con questo nome il codice che conteneva le trascrizioni delle carte comprovanti i diritti di proprietà e di giurisdizione di chiese, di capitoli e soprattutto di monasteri (Enc. it. XXVIII 987). Il termine entra in uso, storicamente, dal XIX grazie alla divulgazione in ambito storico letterario.

## Descrizione
La pubblicazione di un regesto rende accessibile agli studiosi le fonti documentarie. Il procedimento s'impone senz'altro per gran parte dei documenti del Basso Medioevo che, a causa della loro ingente quantità, non sarebbe possibile pubblicare per intero in tempi brevi.
Secondo lo storico Raffaello Morghen nel regesto occorre "dare il riassunto dei singoli documenti senza omettere alcun dato". L'ampiezza maggiore o minore, cioè la quantità di informazioni da accogliere in questo sunto, dipende anzitutto dal tipo di pubblicazione cui esso è destinato o dal tipo di esame e di archiviazione e persino dall'autore stesso.
Oggi ci potremmo avvicinare al sistema di collegamenti a ritroso e in avanti dei regesti medievali, con i programmi di impaginazione testi, come Adobe Pagemaker, sempre più usati in ambito editoriale, anche in ambito economico, per poter rileggere i mutamenti legislativi, gli apporti pregressi e successivi ad un dato inserimento, gli aggiornamenti legislativi, le traduzioni.

## Altri significati
Nel Medioevo aveva il significato di registro o catalogo; in diplomatica quale raccolta ordinata di documenti e atti non riportati per intero.

In archivistica un regesto è un riassunto del contenuto di un singolo documento con l'indicazione degli elementi utili al suo riconoscimento (data, nome dell'autore e del destinatario, nome delle parti in causa, oggetto dell'atto).